# James P.S. Devereux
James Patrick Sinnott Devereux (1903-1988) fue un político y  militar con el rango de General de brigada perteneciente al Cuerpo de Marines de los Estados Unidos, tuvo una destacada participación en la defensa de la Isla Wake en 1941 en la apertura del Frente del Pacífico oriental.

## Biografía
James Devereux nació en Cabaña, Cuba en 1903, hijo de un cirujano del Ejército de los Estados Unidos que cumplía destinación en la isla caribeña.  En 1910, la familia se mudó a Chevy Chase, Maryland, en la frontera norte del Distrito de Columbia con Washington D. C. Allí, Devereux, creció en una familia compuesta de diez hijos.
James Devereux  asistió a la Escuela Preparatoria del Ejército y la Marina en Washington D. C. , luego asistió a la Escuela Tome en Port Deposit, Maryland , y luego se trasladó  a Lausana, Suiza (cuando su padre fue trasladado a Viena , Austria), y más tarde de regreso en EE.UU ingresó a la Universidad Loyola de Baltimore.
Devereux se alistó en el Cuerpo de Marines de los Estados Unidos en julio de 1923 a los 20 años, fue comisionado como segundo teniente en febrero de 1925 y luego fue asignado al servicio en diferentes destinos como Norfolk, Virginia al cuartel de los Marines en Quántico, Virginia y luego a Guantánamo, Cuba. 
En 1926, fue asignado al destacamento de guardias postales en la ciudad de Nueva York y luego fue transferido a la fuerza de infantería de marina que entonces prestaba servicios como oficial de compañía en Nicaragua.
En 1930 fue enviado a China al mando del Destacamento Montado de la Guardia de la Legación de EE. UU. en Pekín con el rango de teniente primero. En 1933, después de un período de servicio de un año en Quántico, Cuba, fue asignado a la Escuela de Artillería Costera en Fort Monroe, Virginia.
Después de su ascenso a capitán en diciembre de 1935, se le ordenó regresar a Quántico hasta 1936, fue instructor en la Escuela de Defensa de la base y ayudó en la preparación de un manual del Cuerpo de Marines sobre defensa de bases militares.  En 1938, luego de un período de servicio con el destacamento de la Marina a bordo del 
USS Utah , Devereux fue transferido a la Base del Cuerpo de Marines en San Diego, California.

### Isla Wake
En enero de 1941, Devereux fue enviado a Pearl Harbor y luego en noviembre enviado al mando del 1er.Batallón de defensa de la Marina a isla Wake, en pleno océano Pacífico. El 19 de noviembre donde se estableció la primera guarnición militar permanente en la isla.
Devereux organizó la defensa de la isla con los medios disponibles para enfrentar un desembarco anfibio enemigo. T ambién se mejoró la potencia de fuego de la base, dotando a los Marines de seis baterías costeras con cañones navales de 127 mm y cañones de 51 mm (procedentes de un acorazado desguazado); doce cañones antiaéreos de 76 mm (con tan solo un director antiaéreo operativo); dieciocho ametralladoras pesadas Browning M2 y treinta ametralladoras pesadas, medias y ligeras de 7,62 mm, todo el material fue dispuesto de tal modo para enfrentar diferentes escenarios de combate.
El 28 de noviembre, el capitán de fragata Winfield S. Cunningham aterrizó en Wake para tomar el mando de las fuerzas estadounidenses en la isla, con apenas diez días para examinar las defensas y la guarnición de la isla. Apenas unos días después, el 2 de diciembre, y ante la situación de guerra inminente, la base recibiría un anhelado apoyo aéreo con la llegada de 12 F4F Wildcat y 13 pilotos del escuadrón VMF-211 al mando del comandante Paul S. Putnam, provenientes del portaaviones USS Enterprise, lo que incrementó la dotación a 449 efectivos. Se esperaba además la llegada de un equipo de radar actualizado desde Pearl Harbor.
El 7 de diciembre de 1941, los japoneses atacaron sorpresivamente Pearl Harbor y el 8 de diciembre de 1941, 5 horas después del ataque a Pearl Harbor, hacia el mediodía en medio de un aguacero, 36 bombarderos medios Mitsubishi G3M "Nell", de la 24.ª Escuadrilla de Bombardeo, provenientes de bases en las islas Marshall bombardearon la isla Wake destruyendo parcialmente una de las pistas y causando 33 bajas entre civiles y militares.
Horas después, apareció una formación naval en el horizonte con la intención de invadir la isla Wake, el enemigo se presentaba con una formación naval de destructores de segunda clase, lanchas y barcos transportes al mando del contralmirante Sadamichi Kajioka, cuya insignia se enarbolaba en el crucero ligero Yubari.
Kajioka muy confiado fondeó con sus fuerzas imprudentemente cerca de la costa con la misión de tomar el atolón de Wake. 
El poder ofensivo relativamente exiguo de las fuerzas de Kajioka reflejaba que el mando japonés desestimaba o estaba mal informado de la capacidad defensiva estadounidense y se suponía una fácil victoria nipona confiando en que el bombardeo habría ablandado las defensas y se esperaba una rendición fácil de los americanos.
Cunningham ordenó a Devereux que su batallón de defensa que se dirigiera a los puestos de batalla, pero permitió que los civiles continuaran con su trabajo, pensando que sus deberes en los sitios alrededor del atolón proporcionarían un buen refugio. Devereux ordenó a sus artilleros que no dispararan hasta tener el máximo de blancos en el rango de sus cañones. Sorpresivamente para los japoneses, los cañones de defensa iniciaron la primera fase de la batalla cañoneando a los destructores Hayate  y Kisaragi los cuales con una acción combinada con aviones fueron hundidos y  el crucero ligero Yubari, nave insignia de Kajioka fue desmantelado, siendo alcanzado 11 veces por proyectiles de 127 mm disparados por los cañones de tierra de los defensores de la Marina quedando a punto de hundirse.
Ante la feroz defensa americana, las fuerzas de Kajioka tuvieron que retirarse dirigiéndose a la laguna de Kwajalein, solicitando a su superior Shigeyoshi Inoue urgentes refuerzos.
El comandante en jefe de la Flota Combinada, Isoroku Yamamoto radió órdenes a la 1.ª Flota Aérea del vicealmirante Chūichi Nagumo que venía de regreso desde Pearl Harbor para desviar parte de sus fuerzas en apoyo de Kajioka y este destinó al almirante Hiroaki Abe con el mando de la 8.ª División de Cruceros y  la  2.ª División de Portaaviones del contraalmirante Tamon Yamaguchi, compuesta por el Hiryū y el Sōryū, para silenciar las defensas de la isla.
Mientras tanto, la Armada de Estados Unidos organizó una operación de rescate a cargo del contralmirante William Satterlee Pye enviando el 14 de diciembre a la Task Force 11 del almirante Frank Jack Fletcher y con el apoyo de la Task Force 14, del almirante Wilson Brown.  Sin embargo, y tras recibir información de la presencia en las cercanías de Wake de dos portaaviones de escuadra japoneses, el vicealmirante Pye, Comandante en Jefe en funciones de la Flota estadounidense del Pacífico, canceló abruptamente la misión y ordenó el regreso a Pearl Harbor de la TF 11 y 14 cuando ya estaba muy cerca de su objetivo abandonando a su suerte a los efectivos de Cunningham.
Finalmente Kajioka en la segunda fase de la batalla y con un refuerzo de 1.500 efectivos de infantería tras quince días logró esta vez el éxito y tomar la isla con un saldo total de bajas de 820 efectivos y 333 heridos; más 2 destructores hundidos, 2 barcos de transportes hundidos, 1 submarino hundido (no confirmado) y 7 u 8 bombarderos ligeros derribados.
Los japoneses bajo el mando del coronel Shigematsu Sakaibara tomaron prisioneros a los militares para enviarlos a campos y separó a los civiles dejándolos en la isla.

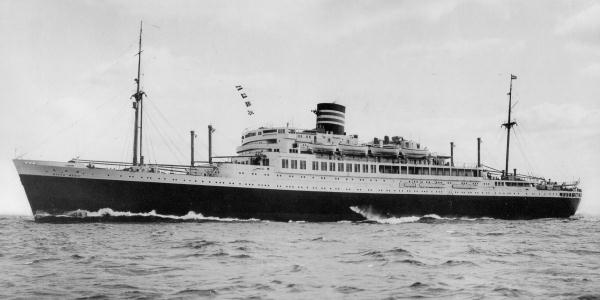
Buque auxiliar Nitta Maru, empleado como abastecedor de la isla Wake y buque prisión.

Después de su captura, Devereux permaneció casi un año prisionero en Wake, hasta el 12 de enero de 1942, cuando fue enviado con sus hombres en el buque auxiliar Nitta Maru. Este hizo escala en Yokohama, donde desembarcaron algunos oficiales estadounidenses, pero luego fue enviado a un campo en Woosung, China , ubicada río abajo de Shanghái, el 24 de enero.
Allí permaneció hasta el 9 de diciembre de 1942, cuando fue trasladado a Kiangwan, donde pasó 29 meses encarcelado. Durante cinco semanas permaneció en Fungtai, cerca de Peiping, y luego fue trasladado a campamentos POW´S en Hokkaidō, una gran isla del norte de Japón. Devereux pudo sobrevivir y fue liberado del campo de prisioneros de la isla de Hokkaidō el 15 de septiembre de 1945.

## Posguerra
Después de una breve licencia de rehabilitación, fue asignado como estudiante en el Curso Superior de la Escuela de Guerra Anfibia en Quántico desde septiembre de 1946 hasta mayo de 1947. En 1947, publicó su libro Story of Wake Island.
Al finalizar sus estudios, fue destacado a la Primera División de Infantería de Marina en Campo Pendleton, Oceanside, California, y sirvió en esa organización hasta que concluyó su carrera militar de veinticinco años en forma honrosa, el 1 de agosto de 1948.
Al jubilarse fue ascendido al rango de general de brigada, elogiado especialmente por el desempeño del deber de defender de su país en la defensa del puesto de avanzada estadounidense en ultramar, donde resistió durante quince días contra una fuerza enemiga abrumadoramente superior. Devereux recibió por ello la Cruz de la Armada.
En la vida civil, se dedicó a la cría de caballos en su granja cerca de Glyndon, Maryland, en los suburbios del condado de Baltimore; y tras su retiro de la Infantería de Marina se mudó a una granja de 200 acres (0,81 km2) en Stevenson, Maryland.
En 1950, Devereux se introdujo en la política y fue elegido por el partido republicano para el Congreso de los EE . UU . por el segundo distrito del Congreso de Maryland al derrotar al actual representante demócrata William P. Bolton .
Devereux serviría cuatro mandatos en la Cámara de Representantes de EE. UU. desde el 3 de enero de 1951 hasta el 3 de enero de 1959. Durante su carrera en el Congreso, apoyó la eliminación de la segregación en las escuelas públicas y el fin de la discriminación racial en el empleo. Sirvió en el Comité de Servicios Armados de la Cámara desde el 3 de julio de 1952  hasta que dejó el Congreso.
Devereaux no firmó el Manifiesto del Sur de 1956 y votó a favor de la Ley de Derechos Civiles de 1957. En 1960, fue nombrado presidente del Partido Republicano en su distrito electoral.
Más tarde se desempeñó como Director de seguridad pública del condado de Baltimore, Maryland , desde diciembre de 1962 hasta 1966, supervisando los departamentos de policía y bomberos. 
Devereux estuvo casado tres veces y tuvo una descendencia de dos hijos biológicos y cuatro adoptados. Fue miembro de la Asociación de los Hijos de la Revolución Americana y murió de neumonía a los 85 años en Stella Maris, Hospice, el 5 de agosto de 1988 a sus 85 años. Está enterrado en el Cementerio Nacional de Arlington en el norte de Virginia.